# Ryuji Shimoshi
Ryuji Shimoshi (født 24. juli 1985) er en tidligere japansk fodboldspiller.
Han har spillet for flere forskellige klubber i sin karriere, herunder Sagan Tosu.